# Surpriză: vine Polly!
Surpriză: vine Polly! (în engleză Along Came Polly) este un film american din 2004, în regia lui John Hamburg. În rolurile principale sunt Ben Stiller și Jennifer Aniston.